# Rozkopaczew
Rozkopaczew is een plaats in het Poolse district  Lubartowski, woiwodschap Lublin. De plaats maakt deel uit van de gemeente Ostrów Lubelski en telt 1100 inwoners.